# خايينا
بلدية خايينا (بالإسبانية: Jayena) هي بلدية تقع في مقاطعة غرناطة التابعة لمنطقة أندلوسيا جنوب إسبانيا.

## الديموغرافيا
بلغ عدد سكان بلدية خايينا 1.162 نسمة عام 2011 (وفقاً للمعهد الوطني الإسباني للإحصاء).
| 1.479 | 1.355 | 1.308 | 1.237 | 1.252 | 1.225 | 1.162 |